# Harmothoe gordae
Harmothoe gordae är en ringmaskart som beskrevs av Pettibone 1990. Harmothoe gordae ingår i släktet Harmothoe och familjen Polynoidae. Inga underarter finns listade i Catalogue of Life.